# Baloch F.C.
Baloch F.C là một câu lạc bộ bóng đá Pakistan đến từ thành phố Nushki ở biên giới Pakistan và Afghanistan. Đội bóng vô địch PFF League 2008–09 để thi đấu ở Giải bóng đá ngoại hạng Pakistan 2009.